# Julienne Lusenge

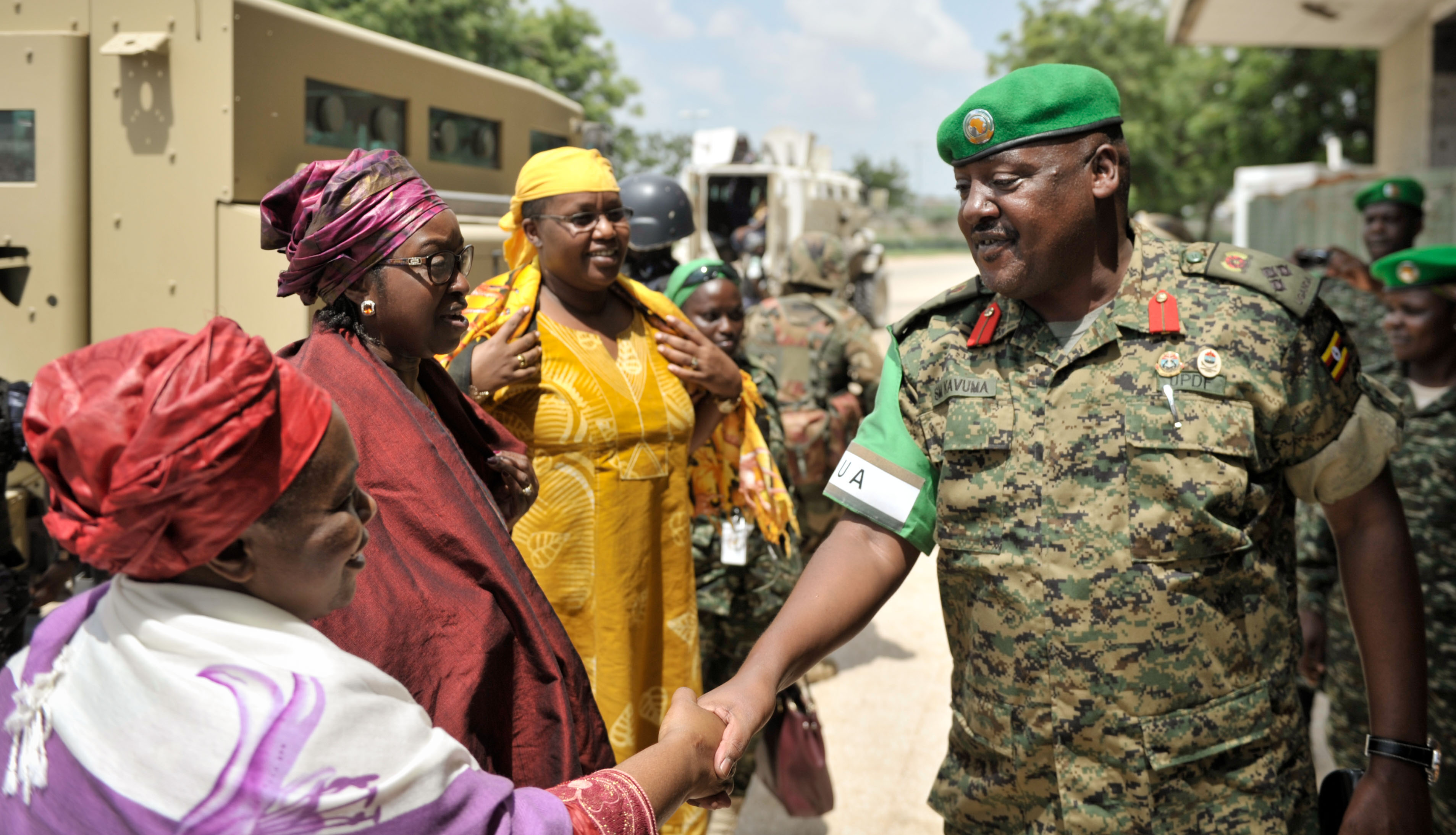
Estrechando la mano a un soldado en Mogadiscio.

Julienne Lusenge (República Democrática del Congo; 1958) es una activista congoleña de derechos humanos reconocida por abogar por los sobrevivientes de la violencia sexual en tiempos de guerra. Es cofundadora y presidenta de Solidaridad Femenina para la Paz y el Desarrollo Integrados (SOFEPADI) y directora del Fondo de Mujeres Congoleñas (FFC). Recibió el Premio Internacional de Derechos de la Mujer 2018 de la Cumbre de Ginebra para los Derechos Humanos y la Democracia y el Premio 2016 Ginetta Sagan de Amnistía Internacional. Recibió el Premio de Derechos Humanos de la Embajada de Francia y fue nombrada Caballero de la Legión de Honor por el Gobierno francés.

## Trayectoria
Lusenge trabajaba como periodista en el este de la República Democrática del Congo (RDC) en 1998 cuando estalló la guerra civil. Era una emisora de radio humanitaria que informaba sobre salud y derechos humanos a los residentes en áreas remotas. Lusenge viajó por el este de la RDC entrevistando a mujeres sobre sus vidas y compartiendo sus historias en sus programas de radio. Con el tiempo, las mujeres comenzaron a describir incidentes de horrible violencia sexual que habían observado o de quienes habían sido víctimas a medida que la guerra se intensificaba. Lusenge comenzó a documentar el abuso sexual y condenó públicamente los actos de violencia contra las mujeres.

## Activista de derechos humanos
Indignada por la violencia sexual contra las mujeres en su país, Lusenge y 22 compañeros activistas establecieron SOFEPADI en 2000. El grupo se unió para señalar el tema de la violencia de género a las organizaciones internacionales que trabajan en la región, incluidas las Naciones Unidas. Su plan también era ayudar a los sobrevivientes a recuperarse de un trauma, ayudándoles a navegar el sistema judicial y llevar a los perpetradores de agresión sexual ante la justicia. En 2007 Lusenge lanzó una segunda organización sin fines de lucro, el Fondo para las Mujeres Congoleñas (FFC), que trabaja para apoyar a los grupos de derechos de las mujeres congoleñas y ayudarlas a obtener fondos de donantes internacionales. La idea era crear una entidad financiera para cerrar la brecha entre los donantes internacionales y las iniciativas locales de mujeres. Es socia principal de un nuevo proyecto en la RDC con Media Matters for Women, una organización sin ánimo de lucro cuyo objetivo principal es "cerrar la brecha digital para mujeres y niñas aisladas en comunidades pobres y remotas de África que carecen de acceso a información sobre sus derechos y están en riesgo por la violencia de género y la profundización de la pobreza". El trabajo de defensa de Lusenge se expandió más allá de las fronteras de la RDC. Está en el comité asesor de la Campaña internacional para detener la violación y la violencia de género en zonas de conflicto y es la vicepresidenta de la Liga Internacional de Mujeres para la Paz y la Libertad (WILPF).

## Premios y reconocimientos

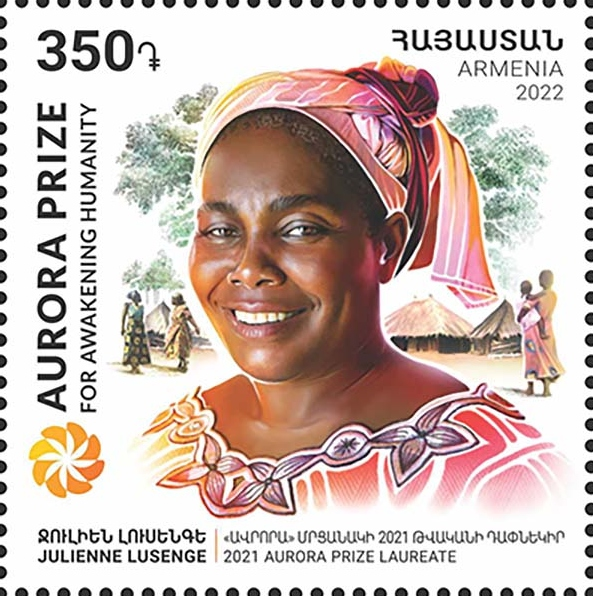
Julienne Lusenge estampa de Armenia 2022

### Premio Internacional de Derechos de la Mujer
Lusenge ha sido reconocida internacionalmente por su trabajo. En 2018, un grupo de 25 organizaciones de derechos humanos otorgó a Lusenge el Premio Internacional de Derechos de la Mujer 2018 de la Cumbre de Ginebra por los Derechos Humanos y la Democracia. Recibió el premio en una ceremonia celebrada en la sede de las Naciones Unidas en Ginebra el 20 de febrero de 2018, donde habló ante una audiencia de 700 diplomáticos, activistas de derechos humanos y periodistas de la ONU. Lusenge fue elegida para el premio "por su desinteresada dedicación a los derechos humanos de las mujeres congoleñas en medio de los horrores de la guerra y por ser una voz para los que no la tienen", dijo Hillel Neuer, director ejecutivo de United Nations Watch.

### Premio Ginetta Sagan
El Fondo Ginetta Sagan (GSF) fue creado en honor a Ginetta Sagan, una activista estadounidense de derechos humanos conocida principalmente por su trabajo con Amnistía Internacional. GSF otorga 20,000 dólares anuales para "honrar y ayudar a mujeres de todo el mundo que están cambiando la vida de millones para mejor". Junto con la subvención, Lusenge fue invitada a recorrer los Estados Unidos con GSF para compartir su historia sobre la lucha contra el abuso de los derechos humanos.

### Premios del gobierno francés
Lusenge recibió el Premio de Derechos Humanos de la Embajada de Francia en 2012. También fue nombrada Caballero de la Legión de Honor en 2013 por el gobierno francés.